# Nils Islinger
Nils Edvard Islinger, Jansson före 1941, född 15 maj 1917 i Islingby, Stora Tuna församling, död 26 april 1978 i Falun, var en svensk arkitekt.
Islinger, som var son till landstingsdirektören Edvard Jansson och hans maka Karin, född Lööf, avlade studentexamen i Falun 1935 och utexaminerades från Kungliga Tekniska högskolan 1942. Han var anställd på olika arkitektkontor, bland annat hos Paul Hedqvist, och vid Byggnadsstyrelsen fram till 1946, varefter han öppnade egen arkitektbyrå i Stockholm och senare även i Falun. Han ritade centralskolorna i bland annat Stora Tuna, Gylle, Bjursås, Älvdalen och Svärdsjö, sjukhus i Orsa, Rättvik och Falun samt Mora folkhögskola.